# 前37世纪
| 千纪： | 前5千纪 \| 前4千纪 \| 前3千纪 |
| 世纪： | 前40世纪 \| 前39世纪 \| 前38世纪 \| 前37世纪 \| 前36世纪 \| 前35世纪 \| 前34世纪                                                         |
| 年代： | 前3690年代 \| 前3680年代 \| 前3670年代 \| 前3660年代 \| 前3650年代 \| 前3640年代 \| 前3630年代 \| 前3620年代 \| 前3610年代 \| 前3600年代 |

前3700年至前3601年的这一段期间被称为前37世纪。

## 重要事件、发展与成就
- 公元前3700年左右 - 古埃及奈加代文化I期。
- 公元前3650年左右 - 克里特岛米诺斯文明开始（前宮殿時代（土器編年EMI期） - 公元前3000年左右）。
- 大约公元前3700年，在英格兰南部纪念建筑出现。
- 美索不达米亚南部在乌鲁克城，商业交易开始用空心粘土球保存档案。
- 公元前3700年，印度洛塔出现印度河流域文明。

- 科学技术

- 战争与政治

- 公元前37世纪的天灾人祸

- 文化娱乐

- 疾病与医学

- 环境与自然资源